# Carinodrillia buccooensis
Carinodrillia buccooensis is een slakkensoort uit de familie van de Pseudomelatomidae. De wetenschappelijke naam van de soort is voor het eerst geldig gepubliceerd in 1971 door Nowell-Usticke.